# Crossover Pass
Crossover Pass är ett bergspass i Antarktis. Det ligger i Östantarktis. Argentina och Storbritannien gör anspråk på området. Crossover Pass ligger 1 411 meter över havet.
Terrängen runt Crossover Pass är platt åt sydost, men åt nordväst är den kuperad. Trakten är obefolkad. Det finns inga samhällen i närheten.